# 21414 Blumenthal
A 21414 Blumenthal (ideiglenes jelöléssel 1998 FQ69) a Naprendszer kisbolygóövében található aszteroida. A LINEAR projekt keretében fedezték fel 1998. március 20-án.